# Steam Deck
Steam Deck je kapesní herní konzole od společnosti Valve nativně využívající k chodu předinstalovaný operační systém SteamOS a umožňující spouštět především hry ze služby Steam. Herní výkon poskytuje procesor AMD Zen 2 a 16 GB LPDDR5 paměti. Konzole byla vydána 25. února 2022.

## Prodeje
Steam Deck byl uveden na trh jako výsledek snahy společnosti Valve vydat handheld, který by uměl spouštět i náročné hry. Poptávka nejprve výrazně převyšovala nabídku, konzole tak byla distribuována ve vlnách. Během prvního roku ale byla poptávka uspokojena a během oslav prvního výročí v březnu 2023 tak už byla konzole běžně k dostání.

## Podporované hry a software
Konzole běží na linuxovém operačním systému SteamOS přizpůsobeném pro handheld a nativně tak na ní lze spustit linuxové hry ze služby Steam. Mimo to konzole obsahuje vrstvu Proton, takže je možné spustit také windowsové tituly. Knihovna her tak čítá (k roku 2023) přes 3 tisíce titulů v kategorii „ověřeno“ a přes 5 tisíc titulů v kategorii „hratelné“. Kromě toho lze na konzoli spouštět i hry mimo Steam – po vyskočení z herního módu na linuxovou plochu lze instalovat další herní obchody, různé emulátory nebo jiné aplikace.

## Hardware
Konzoli pohání AMD APU s architekturou Zen 2 (8 vláken) a grafikou RDNA 2 (8 výpočetních jednotek). Paměť RAM je typu LPDDR5 o velikosti 16 GB. Tři prodávané varianty se liší cenou a typem a velikostí úložiště, které je 64 GB eMMC, 256 GB NVMe SSD nebo vysokorychlostní 512 GB NVMe SSD. Kromě toho je zařízení opatřeno také vysokorychlostním microSD slotem. Dotykový displej má 7 palců a rozlišení 1280 x 800 čili 720p. V zařízení je přítomen gyroskop, bluetooth, herní ovládací tlačítka, dva mikrofony, jack pro sluchátka, ovladač hlasitosti, nabíjecí port USB-C a 40 watthodinová baterie. Konzole má funkci, kdy lze hru stopnout, zařízení se uvést do režimu spánku, a později je možné pokračovat tam, kde byla hra přerušena. Konzoli je možné přes USB-C propojit s televizí nebo externími displeji, k dispozici je také dok, který propojení usnadňuje. Připojit je možné také klávesnici nebo myš.

## Netradiční použití
Z herního prostředí lze vyskočit i na běžnou plochu předinstalovaného linuxu a využít tak konzoli – třeba po doplnění periférií jako je myš, klávesnice a monitor – jako běžný počítač. Nativně konzole běží na linuxu, nicméně nainstalovat lze třeba i Windows. Zajímavostí je třeba využití konzole v obraně Ukrajiny proti ruské invazi po roce 2022, když byl jejím prostřednictvím dálkově ovládán ukrajinský kulometný systém Sabre Remote Weapon Station.